# Кульчицкая, Елена Львовна
Еле́на Льво́вна Кульчи́цкая (1877—1967) — советская украинская художница, график.

## Из биографии
Елена Кульчицкая родилась 15 сентября 1877 года в городе Бережаны (ныне Тернопольской области Украины), в семье юриста. На развитие её художественного таланта имели влияние уроки отца, который сам интересовался живописью, живописная природа родного края, памятники архитектуры, поэтика народных песен, сказок, легенд. Первым учителем стал инспектор средних школ Стефанович. Со временем Елена вступает во Львовскую студию художников реалистического направления. В 1907 году она оканчивает Академию искусств в Вене.

## Творческая деятельность
В 1909 году Елена Кульчицкая впервые выставила свои работы во Львове, где они имели успех. Она создавала своеобразную летопись народной жизни. Такими были её живописные произведения: жанровые композиции «Жатва», «Дети со свечками», портреты «На прощу», многочисленные пейзажи, натюрморты. В 1912 году она впервые приняла участие в Киевской украинской художественной выставке.
Офорты «При лампе», «Возле колодца», ксилографии «Довбуш», «Зима», цикл «История княжеских времен», многочисленные линогравюры, среди них цикл «Украинские писатели» значительно приблизили украинскую львовскую живопись к европейскому искусству.
С 1945 по 1954 года Елена Кульчицкая преподавала графику в Украинском полиграфическом институте имени Ивана Федорова, профессором которого стала в 1948 году.
Большую художественную и научную ценность имели её альбомы акварелей «Народная архитектура западных областей Украины» и «Народная одежда западных областей Украины». Оформленные Елены Кульчицкой книги вошли в золотой фонд украинской книжной иллюстрации («Слово о полке Игоревом», «Тени забытых предков», «Лис Никита»). Она была пионером украинского художественного обрамления детской книжки на западноукраинских землях.
Много сил художница отдала ковроделию. Она создала произведения из эмали, бронзы, майолики. В своих произведениях она воссоздавала дух народа так, как сама его ощущала.
В своих работах Елена Кульчицкая воплощала своеобразие природы и архитектуры Гуцульщины, прошлое и современность Украины. Творчество Кульчицкой в области декоративно-прикладного искусства основывалось на глубоком знании традиций народного творчества. Её произведения с успехом экспонировались во многих городах мира.
Умерла Елена Кульчицкая 8 марта 1967 года. Похоронена во Львове на Лычаковском кладбище. В 1971 году в её квартире был открыт мемориальный музей её имени, на основе около 6 тысяч произведений, завещанных ею бывшему Львовскому национальному музею.

## Награды и премии
- Народный художник УССР (1956)
- Государственная премия УССР имени Т. Г. Шевченко (1967 — посмертно) — за серию графических и живописных работ, в которых отражены героическая история и художественная культура украинского народа
- Орден Трудового Красного Знамени (14.09.1957)
- ещё один орден и медали